# Архипов Анатолій Семенович
Анато́лій Семе́нович Архи́пов (3 липня 1925, с. Лужки, Скопинський повіт, Рязанська губернія, РРФСР, нині — Михайлівський район, Рязанська область, Росія) — радянський футболіст і хокеїст. Майстер спорту СРСР. По завершенні кар'єри гравця працював футбольним тренером. Заслужений тренер Української РСР

## Життєпис
У дитинстві грав у хокей з м'ячем, в юнацькій команді московського «Динамо». Партнерами по команді були відомі в майбутньому хокеїсти Юрій Тарасов і Борис Кулагін. У 1944 році став гравцем московських «Крил Рад», одночасно граючи в хокей (на позиції правого нападника) і у футбол (на позиції захисника). У 1946 році на запрошення Анатолія Тарасова став гравцем московського клубу з хокею з шайбою ВПС МВО, продовжуючи брати участь у змаганнях в двох видах спорту. Виступаючи разом з такими хокеїстами, як Всеволод Бобров і Віктор Шувалов, у 1950 і 1951 роках став чемпіоном СРСР з хокею з шайбою. Водночас у вищій лізі чемпіонату СРСР з футболу виступав за московські команди «Трудові резерви» і ВПС.
Закінчивши кар'єру хокеїста, зосередився на футболі. У 1953 році став гравцем московського «Торпедо», того ж року вигравши «бронзу» чемпіонату СРСР. Провівши потім ще 2 сезони за «автозаводців», 1956 року на запрошення колишнього одноклубника Миколи Морозова перейшов у дніпропетровський «Металург», що в той час виступав у класі «Б». Кольори «Металурга» захищав протягом двох років, після чого зіграв сезон за кадіївский «Шахтар». Деякий час грав у тбіліському «ОБО», після чого завершив виступи.

### Тренерська кар'єра
У 1961 році працював тренером у криворізькому «Авангарді», а наступного року — в калінінградській «Балтиці». Потім тренував тернопільський «Авангард», зокрема в 1965—1966 роках — як головний тренер.
У 1967 році став тренером дніпропетровського «Дніпра», а наступного року призначений старшим тренером кіровоградської «Зірки». Пропрацювавши в Кіровограді рік, в 1969 році повернувся в «Дніпро», на посаду тренера в штабі Валерія Лобановського, а пізніше — начальника команди.  У 1971 році, після виходу «Дніпра» у вищу лігу чемпіонату СРСР, отримав звання заслуженого тренера УРСР.
З 1972 року працював на посаді тренера сімферопольської «Таврії», а потім у запорізькому «Металургу» й нікопольському «Колосі», а також як головний тренер у липецькому «Металургу», новомосковському «Хіміку» та сумському «Фрунзенці»

## Досягнення

### Командні

#### В хокеї
- Чемпіон СРСР (2): 1949/1950, 1950/1951
- Срібний призер чемпіонату СРСР (1): 1948/1949

#### У футболі
- Бронзовий призер чемпіонату СРСР (1): 1953

### Індивідуальні
- Майстер спорту СРСР з хокею (1950)
- Майстер спорту СРСР з футболу (1969)
- Заслужений тренер Української РСР (1971)